# 神奈川県道603号上粕屋厚木線

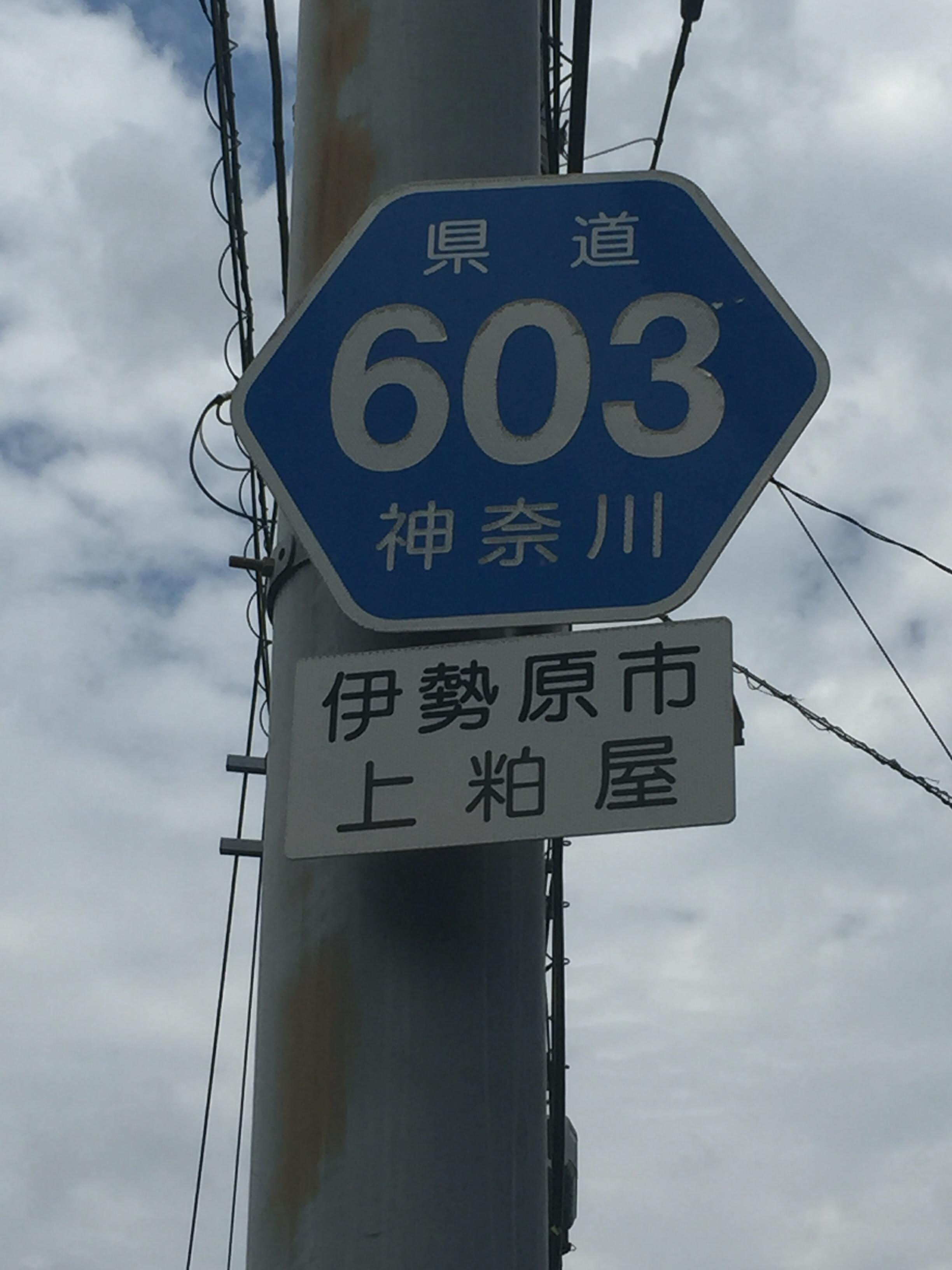
県道番号標示（伊勢原市上粕屋）

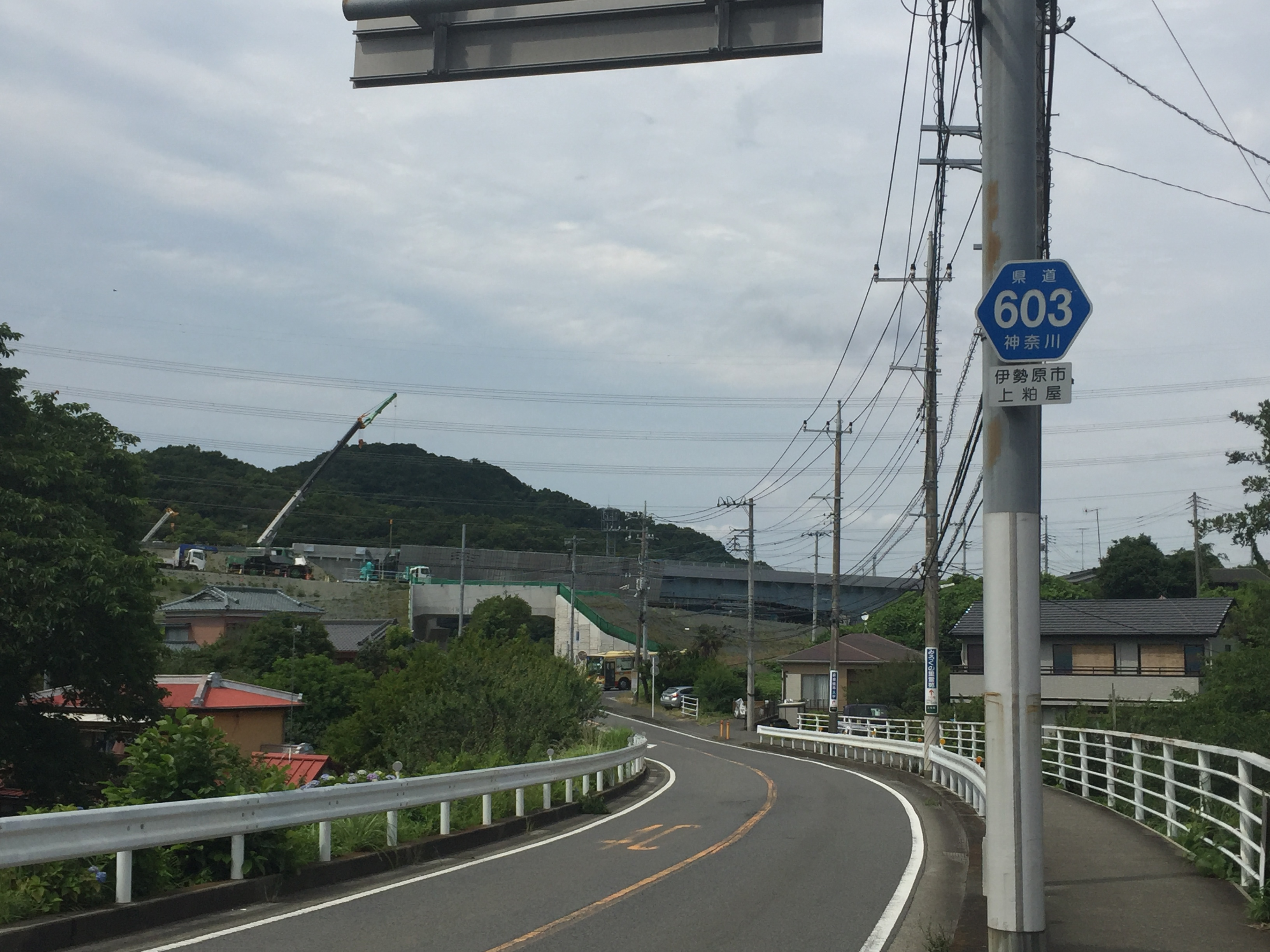
起点の石倉交差点付近

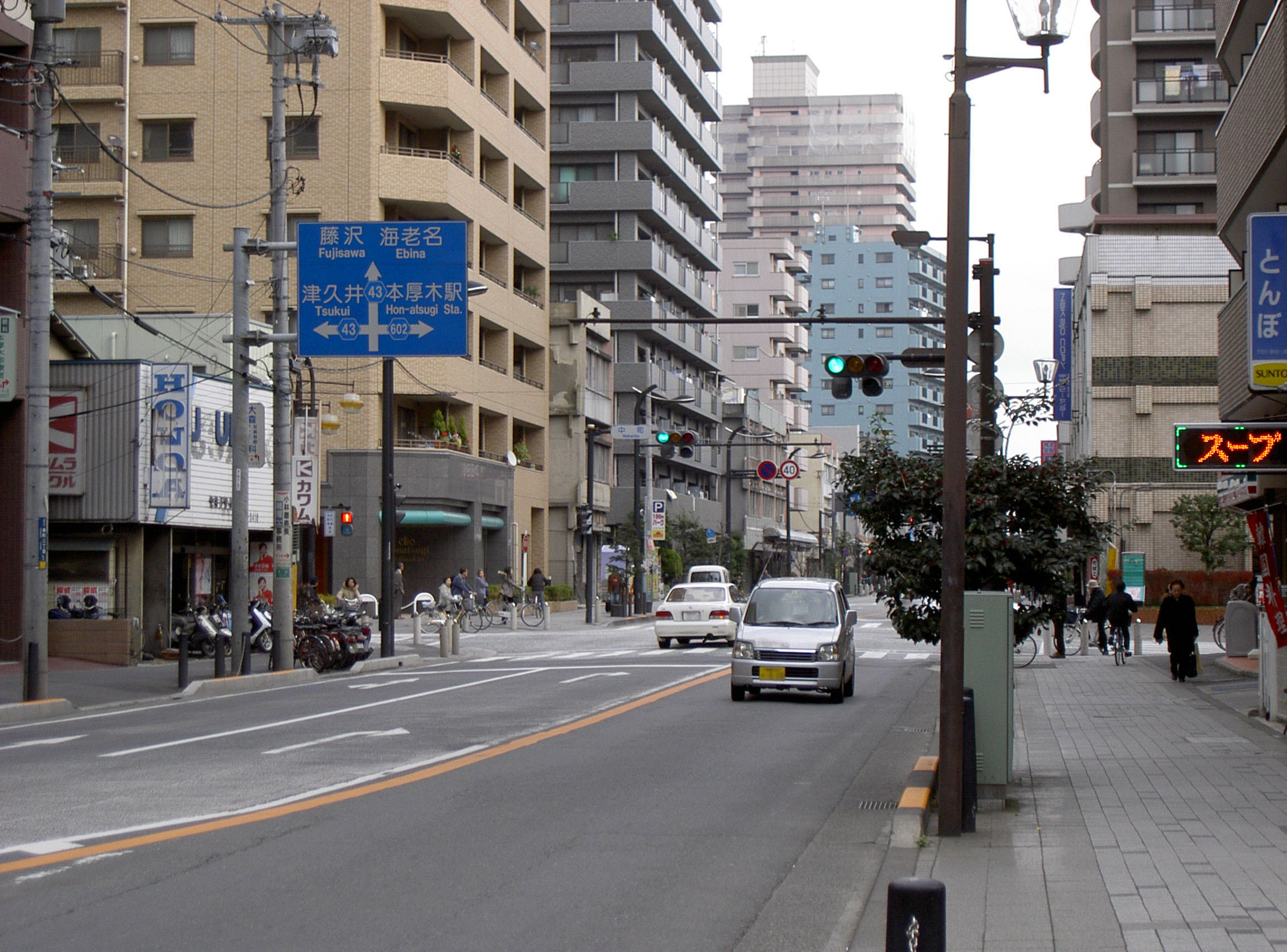
終点の中町交差点付近

神奈川県道603号 上粕屋厚木線（かながわけんどう603ごう かみかすや あつぎ せん）は、神奈川県伊勢原市と厚木市を結ぶ一般県道。

## 概要
- 全長：7.9km
- 起点：伊勢原市上粕屋 石倉交差点（神奈川県道611号大山板戸線）
- 終点：厚木市中町・寿町 中町交差点（神奈川県道43号藤沢厚木線・神奈川県道602号本厚木停車場線）※

※ただし、公式な文書では厚木市厚木が終点とされる。
- Google マップ - 終点→起点の順に指定

## 通過する自治体
- 神奈川県
  - 伊勢原市
  - 厚木市

## 経路および交差する道路・河川
- 神奈川県伊勢原市
  - 石倉交差点（神奈川県道611号大山板戸線）
  - 擔桶橋（渋田川）
  - 西富岡交差点（神奈川県道63号相模原大磯線・神奈川県道64号伊勢原津久井線）
  - 分れ道交差点（神奈川県道63号相模原大磯線・神奈川県道64号伊勢原津久井線）
- 神奈川県厚木市
  - 小野橋（新玉川）
  - 信号交差点（小野）（神奈川県道63号相模原大磯線）
  - 森ノ里入口交差点（国道246号）
  - 船子洞門交差点（国道246号）
  - 北谷橋（恩曽川）
  - 水引交差点（国道129号・国道246号）
  - 中町交差点（神奈川県道43号藤沢厚木線・神奈川県道602号本厚木停車場線）

## 重複区間
- 西富岡交差点 - 分れ道交差点（神奈川県道63号相模原大磯線・神奈川県道64号伊勢原津久井線）
- 分れ道交差点 - 信号交差点（小野）（神奈川県道63号相模原大磯線）
- 森の里入口交差点 - 船子洞門交差点（国道246号）